# Heinrich von Zeschau (General, 1866)

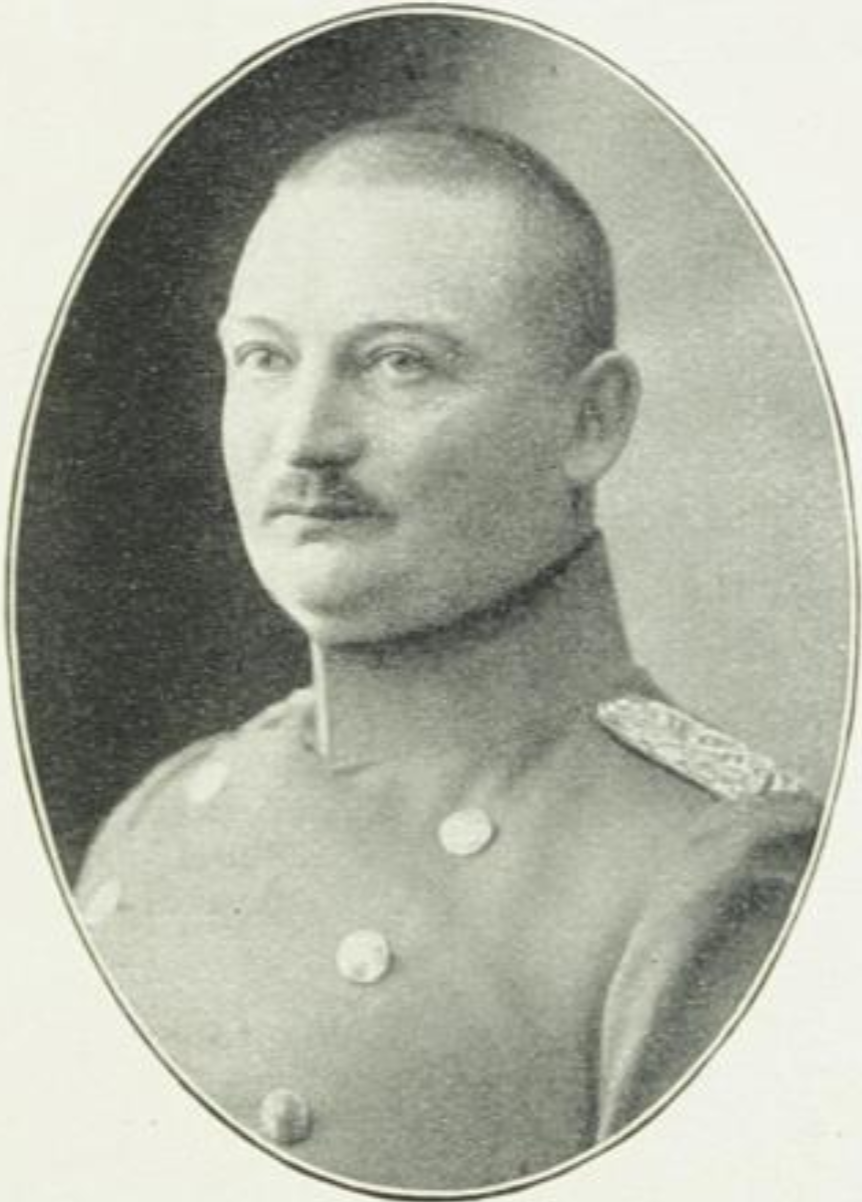
Heinrich von Zeschau

Adolf Gottfried Heinrich von Zeschau (* 13. November 1866 in Dresden; † 16. Januar 1921 auf Schloss Albrechtsberg) war ein sächsischer Generalmajor und Kommandeur des Militär-St.-Heinrichs-Ordens.

## Leben

### Herkunft
Heinrich von Zeschau entstammte dem meißnischen Uradelsgeschlecht von Zeschau und war Sohn des gleichnamigen sächsischen Generalleutnant Heinrich von Zeschau und dessen Ehefrau Natalie, geborene Bramsch. Sein Vater diente von 1892 bis 1897 als Stadtkommandant von Dresden. Er hatte mindestens drei Geschwister, darunter die beiden sächsischen Offiziere Adolf und Ernst von Zeschau, sowie Margarethe, welche den späteren sächsischen Generalmajor Georg Wermuth heiratete.

### Karriere
Zeschau wurde am 22. Oktober 1885 zum Sekondeleutnant beim 2. Grenadier-Regiment Nr. 101 „Kaiser Wilhelm, König von Preußen“ ernannt. In den nächsten Jahren stieg er 1893 zum Premierleutnant auf. 1899 wurde er in den Generalstab unter gleichzeitiger einjähriger Verwendung beim Großen Generalstab der Preußischen Armee in Berlin kommandiert, wo am 26. März 1899 seine Beförderung zum Hauptmann erfolgte. Nach Rückkehr wurde er dem Prinzen Friedrich August als persönlicher Adjutant zugeteilt. 1903 wurde er von seiner Stellung enthoben und als Chef der 2. Kompanie in das 2. Jäger-Bataillon Nr. 13 versetzt. 1905 wurde er in den Generalstab der 3. Division Nr. 32 unter Generalleutnant Hans von Kirchbach versetzt.
Am 22. September 1906 erfolgte seine Beförderung zum Major und diente er noch bis 1907 in dieser Position, wobei er dann zum Generalstab des XII. (I. Königlich Sächsisches) Armee-Korps kommandiert wurde. 1909 wurde er auch von dieser Position enthoben und als Kommandeur des II. Bataillons im 2. Grenadier-Regiment Nr. 101 „Kaiser Wilhelm, König von Preußen“ 101 verwendet. Am 22. Mai 1912 erfolgte seine Beförderung zum Oberstleutnant und Ernennung zum etatmäßigen Stabsoffizier im Stab des 3. Infanterie-Regiments Nr. 102.
Nach Ausbruch des Ersten Weltkriegs wurde er zum Kommandeur des Regiments ernannt und rückte mit diesem an die Westfront. Er zeichnete sich in der Schlacht an der Marne aus und wurde am 15. Oktober 1914 mit dem Ritterkreuz des Militär-St.-Heinrichs-Ordens beliehen. Nach Beförderung zum Oberst übernahm er am 21. April 1916 die 47. Landwehr-Brigade. Er führte 1916 die 5. Infanterie-Brigade Nr. 63 während der Schlacht an der Somme und konnte sechs Wochen lang seine Stellung unter größten Schwierigkeiten halten. Er wurde deshalb am 12. Oktober 1916 mit dem Kommandeurkreuz II. Klasse des Militär-St.-Heinrichs-Ordens beliehen. Nachfolgend diente er als erneut Kommandeur der 47. Landwehr-Brigade, welche er am 19. Juli 1917 an Generalmajor Matthias Hoch abgab. Als Oberst übernahm er am 26. August 1917 die 48. Infanterie-Brigade.
Er schied als Generalmajor aus dem aktiven Dienst aus und starb 1921.